# Salvatore Contarini
(Carlo Sforza)
Salvatore Contarini (Palermo, 6 agosto 1867 – Roma, 17 settembre 1945) è stato un diplomatico e politico italiano.
Si attribuisce a Contarini il ruolo determinante, in veste di Segretario generale del Ministero degli Affari Esteri, nel proseguire la linea di stretti legami con le potenze occidentali durante i primi anni del fascismo, fino alle sue dimissioni, nel 1926. Dopo quella data l'Italia vedrà sempre più deteriorarsi i rapporti con le democrazie, e rafforzarsi i legami con i regimi dispotici.
In occasione del centocinquantenario dell'Unità d'Italia, è stato inserito dalla Presidenza del Consiglio dei Ministri nella lista dei 150 più illustri funzionari dello Stato.

## Biografia

### Contarini l'africanista
Figlio di Giuseppe Contarini, possidente, e di Chiara Raf, si laureò in giurisprudenza all'Università di Palermo, il 10 luglio 1889. Entrò in diplomazia il 15 febbraio 1891, a seguito di concorso pubblico e fu subito nominato Segretario particolare, al Ministero degli Affari Esteri, del conterraneo Antonio di Rudinì. Nel 1892, con il ritorno al potere della Sinistra storica, fu assegnato all'ufficio coloniale diretto da Giacomo Agnesa e, poi, nella segreteria del sottosegretario agli Esteri Giulio Adamoli (1893). Ben presto divenne assertore della presenza italiana in Africa e, dopo un apprendistato all'estero (nel 1895 fu Segretario di legazione ad Atene), ebbe il compito di redigere i documenti chiarificatori, tra Italia e Etiopia, successivi alla sconfitta di Adua e il testo del Trattato di Addis Abeba (ottobre 1896), che regolò pacificamente i rapporti tra i due paesi per un quarantennio. Da quel momento, per circa quindici anni, Contarini si occupò ininterrottamente della politica coloniale, favorendo un riavvicinamento dell'Italia alle potenze dell'Intesa (Francia e Inghilterra), dando un contributo diplomatico alla preparazione della Guerra di Libia.

### Contarini l'anti-sonniniano
Nel 1910, Contarini fu nominato Capo di gabinetto del Sottosegretario Pietro Lanza di Scalea e, nel 1912, fu inviato a Lisbona a dirigere la missione italiana. Resse quindi la Direzione degli Affari Generali dall'ottobre 1914 al dicembre 1919, mantenendo, peraltro, un atteggiamento critico verso tutta la politica estera di Sidney Sonnino e preferendo rimanere estraneo alle vicende collegate alla Conferenza di pace di Parigi (1919).
Con le dimissioni del Governo Orlando-Sonnino, il nuovo presidente del Consiglio, Francesco Saverio Nitti, ebbe esigenza di adottare una nuova politica estera; nominò, quindi, Carlo Sforza, cioè il diplomatico che più aveva osteggiato la politica estera del Sonnino, sottosegretario al Ministero degli Esteri e a Salvatore Contarini attribuì la carica di Segretario generale, la più alta della diplomazia, che resse dal 31 dicembre 1919 al 6 aprile 1926. Contemporaneamente (2 gennaio 1920), il diplomatico siciliano fu nominato Consigliere di Stato.

### Contarini Segretario generale
Nel ruolo di Segretario generale, Contarini si impegnò a riallacciare i rapporti con l'Inghilterra e la Francia, divenuti tesi sotto il precedente ministero e avviò una politica di distensione con gli Stati danubiano-balcanici, anche al fine di concordare una delimitazione comune del confine orientale giuliano.
In tale veste, tra il 1920 e il 1921, condivise la politica estera di amicizia e di pace nella penisola balcanica, intrapresa da Sforza, nominato - nel frattempo - Ministro degli Esteri. Presiedette il comitato tecnico incaricato di redigere il testo del Trattato di Rapallo; successivamente coordinò e diresse le cinque commissioni previste dal trattato.
Convinto che la bontà dei rapporti italo-jugoslavi, dipendesse anche dall'integrità del confine slavo-albanese, nell'autunno del 1921, Contarini riuscì a ottenere dalla Società delle Nazioni che l'indipendenza dell'Albania fosse garantita da un mandato internazionale affidato all'Italia. L'8 giugno 1921 fu nominato Senatore del Regno.

### Contarini e la politica estera del regime fascista
Contarini tentò invano di convincere lo Sforza - che, nel frattempo, era rientrato in diplomazia - a ritirare le sue dimissioni dalla carriera diplomatica (30 ottobre 1922), presentate per l'avvento del fascismo. In seguito, pur essendo il funzionario più alto in grado del Ministero degli Esteri, non fu minimamente consultato dal nuovo Ministro ad interim Benito Mussolini, durante la Crisi di Corfù dell'agosto-settembre 1923.
La critica storica attribuisce comunemente a Contarini il merito di aver saputo ridurre al minimo le interferenze nazionaliste nella politica estera dei primi anni del fascismo, proseguendo nella politica di intese balcaniche dell'Italia liberale. In tale ottica è stato interpretato il Trattato di Roma del 27 gennaio 1924, con il Regno dei Serbi, dei Croati e degli Sloveni che - espressamente definito "Patto di amicizia e di collaborazione cordiale" tra i due paesi - sancì l'unione della città di Fiume all'Italia. Con lo stesso spirito favorì il riconoscimento diplomatico dell'Unione Sovietica (7 febbraio 1924) e, nel 1925, l'Italia firmò il Trattato di Locarno.
Successivamente, peraltro, il Contarini dovette accettare il lavoro sotterraneo svolto in Albania dal gerarca Alessandro Lessona, che portò alla stipula di un trattato militare segreto in funzione anti jugoslava (novembre 1925); con esso, infatti, l'Albania metteva a disposizione dell'Italia il suo territorio, nell'eventualità di una guerra italo-jugoslava. Esattamente sei mesi dopo (aprile 1926), Contarini rassegnò le proprie dimissioni e lasciò anzitempo la carriera diplomatica, prevenendo una pressoché sicura rimozione.

### Gli ultimi anni dell'anziano diplomatico
Durante gli anni successivi, dai banchi del Senato del Regno, non esercitò alcuna forma particolare di opposizione al fascismo; mantenne comunque contatti personali con l'ambiente diplomatico. Raffaele Guariglia, già diplomatico e Ministro degli esteri nel Governo Badoglio I, confessa, nel suo diario, di aver confidato all'anziano Contarini l'avvenuta firma dell'armistizio di Cassibile con le forze anglo-americane, prima dell'annuncio ufficiale letto alla radio l'8 settembre 1943.
È scomparso a Roma nel 1945, dopo lunga malattia e gli furono accordati i funerali di Stato, pur essendo in corso il suo deferimento presso l'Alta Corte di Giustizia, per aver fatto parte del Senato del Regno. La città di Roma gli ha dedicato una via proprio all'ingresso del Palazzo della Farnesina, attuale sede del Ministero degli Esteri.